# Ефрем (Кицай)
Митрополит Ефре́м (в миру Иван Степанович Кицай, укр. Іван Степанович Кицай; род. 5 июля 1966, Зашковичи, Львовская область) — архиерей Украинской православной церкви (Московского патриархата), митрополит Криворожский и Никопольский.
Тезоименитство — 28 января (10 февраля), преподобного Ефрема Печерского, епископа Переяславского.

## Биография
Родился 5 июля 1966 года в селе Зашковичи Городокского района Львовской области в крестьянской семье.
В 1983 году окончил Завидовичскую среднюю школу и поступил во Львовское кулинарное училище, которое окончил в 1985 году.
В 1985—1987 годах служил в рядах Советской армии.
После увольнения из армии был псаломщиком в храме апостола Филиппа в городе Новгород.
В 1988—1992 годах учился в Московской духовной семинарии.
В 1992 году был зачислен в число братии Киево-Печерской лавры.
25 сентября 1992 года пострижен в монашество.
27 сентября 1992 года рукоположен во иеродиакона.
10 октября 1992 года — во иеромонаха и назначен благочинным Лавры.
1 января 1994 года был возведён в сан архимандрита.
В 1996 году окончил Киевскую духовную академию со степенью кандидата богословия за труд по пастырскому богословию «Митрополит Киевский Филарет (Амфитеатров), его труды и пастырское наследие».
Решением Священного синода Украинской православной церкви от 12 сентября 1996 года архимандриту Ефрему было определено стать епископом Криворожским и Никопольским. Его наречение и хиротония состоялись 13 сентября 1996 года в Трапезном храме Свято-Успенской Киево-Печерской лавры. Хиротонию совершили Блаженнейший митрополит Киевский и всея Украины Владимир (Сабодан), митрополит Одесский и Измаильский Агафангел (Саввин), архиепископ Ровенский и Острожский Варфоломей (Ващук), архиепископ Донецкий и Мариупольский Иларион (Шукало), епископ Житомирский и Новоград-Волынский Гурий (Кузьменко).
9 июля 2006 года был возведён в сан архиепископа.
22 ноября 2006 года назначен главой Синодальной комиссии по канонизации святых.
8 мая 2008 года на очередном заседании Священного синода Украинской Церкви он был освобождён от руководства канонизационной комиссией, а вместо этого назначен главой новосозданного Синодального отдела религиозного образования и катехизации. 11 ноября того же года он был освобождён от этой должности.
17 августа 2015 года в Успенском соборе Киево-Печерской лавры митрополитом Киевским и всея Украины Онуфрием (Березовским) возведён в сан митрополита.

## Награды

### Церковные награды
Русская православная церковь
- Орден преподобного Сергия Радонежского 2-й степени;
- Орден святителя Иннокентия, митрополита Московского и Коломенского 2-й степени;
- Юбилейная медаль «В память 200-летия победы в Отечественной войне 1812 года».

Украинская православная церковь (Московского патриархата)
- Юбилейный орден «Рождество Христово — 2000» 1-й степени;
- Юбилейный орден «Харьковский Собор — 10 лет» 1-й степени;
- Орден апостола Иоанна Богослова 1-й степени;
- Юбилейный орден «1020 лет Крещения Киевской Руси»;
- Юбилейный орден «450 лет перенесения на Волынь Почаевской чудотворной иконы Божией матери»;
- Орден святого благоверного князя Киевского Ярослава Мудрого;
- Памятная медаль «1025-летие Крещения Руси».

Сербская православная церковь
- Орден святого Саввы 2-й степени.

### Светские награды
- Медаль «Защитнику Отчизны»;
- Орден «За заслуги» 3-й степени (20 августа 2007)[6];
- Знак «За заслуги перед городом» (Кривой Рог)» 1-й степени (7 февраля 2008)[7];
- Почётный гражданин Кривого Рога (25 мая 2012)[7].

## Труды
- Митрополит Киевский Филарет (Амфитеатров), его труды и пастырское наследие (кандидатская диссертация), Киев, «Благовест», 1999.